# Georg Ludwig Konrad von Bruchhausen
Georg Ludwig Konrad von Bruchhausen (* 13. Januar 1846 auf Gut Stovern bei Oelde; † 6. November 1899 in Leipzig) war ein deutscher Reichsgerichtsrat.

## Leben
Er wurde 1866 vereidigt. 1872 wurde er Amtsrichter und 1876 Obergerichtsrat. 1879 ernannte man ihn zum Landrichter. 1888 wurde Oberlandesgerichtsrat in Naumburg und 1894 Rat beim Oberverwaltungsgericht. Mai 1894 kam er an das Reichsgericht. Er war im IV., III., und II. Strafsenat tätig. Er verstarb im Amt.

## Familie
Bruchhausen heiratete am 15. August 1872 in Aurich Anna von dem Busch (* 1853), die Tochter des Johann Moritz von dem Busch, Landgerichtspräsident in Lüneburg (1818–1912) und dessen Frau Therese, geb. Prael.

## Quelle
Adolf Lobe: „Fünfzig Jahre Reichsgericht am 1. Oktober 1929“, Berlin 1929, S. 363.